# División de Honor 1993-1994 (hockey su pista)
La División de Honor 1993-1994 è stata la 25ª edizione del torneo di primo livello del campionato spagnolo di hockey su pista; disputato tra il 18 ottobre 1993 e il 28 marzo 1994 si è concluso con la vittoria dell'Igualada, al suo terzo titolo.

## Stagione

### Formula
La División de Honor 1993-1994 vide ai nastri di partenza dodici club; la manifestazione fu organizzata con un girone all'italiana, con gare di andata e ritorno per un totale di 22 giornate: erano assegnati due punti per l'incontro vinto e un punto a testa per l'incontro pareggiato, mentre non ne era attribuito alcuno per la sconfitta. Al termine del campionato la squadra prima classificata venne proclamata campione di Spagna mentre le ultime tre retrocedettero direttamente in Primera Division, il secondo livello del campionato.

## Classifica
|                   | Pos. | Squadra         | Pt | G  | V  | N | P  | GF  | GS  | DR  |
| ----------------- | ---- | --------------- | -- | -- | -- | - | -- | --- | --- | --- |
| Spagna (bandiera) | 1.   | Igualada        | 38 | 22 | 18 | 2 | 2  | 103 | 51  | +52 |
|                   | 2.   | Barcellona      | 34 | 22 | 14 | 6 | 2  | 116 | 61  | +55 |
|                   | 3.   | Liceo La Coruña | 31 | 22 | 14 | 3 | 5  | 114 | 59  | +55 |
|                   | 4.   | Tordera         | 28 | 22 | 12 | 4 | 6  | 92  | 62  | +30 |
|                   | 5.   | Flix            | 27 | 22 | 12 | 3 | 7  | 71  | 59  | +12 |
|                   | 6.   | Voltregà        | 22 | 22 | 10 | 2 | 10 | 74  | 75  | -1  |
|                   | 7.   | Vic             | 22 | 22 | 10 | 2 | 10 | 79  | 77  | +2  |
|                   | 8.   | Reus Deportiu   | 20 | 22 | 9  | 2 | 11 | 90  | 91  | -1  |
|                   | 9.   | Maçanet         | 13 | 22 | 4  | 5 | 13 | 59  | 109 | -50 |
|                   | 10.  | Blanes          | 10 | 22 | 4  | 2 | 16 | 65  | 102 | -37 |
|                   | 11.  | Noia            | 10 | 22 | 3  | 4 | 15 | 57  | 110 | -53 |
|                   | 12.  | Vilanova        | 9  | 22 | 2  | 5 | 15 | 44  | 96  | -52 |

Legenda:
  Vincitore della Coppa del Re 1994.
      Campione di Spagna e ammessa alla Coppa dei Campioni 1994-1995.
      Ammesse alla Coppa dei Campioni 1994-1995.
      Ammessa in Coppa delle Coppe 1994-1995.
      Ammesse alla Coppa CERS 1994-1995.
      Retrocesse in Primera Division 1994-1995.
Note:
Due punti a vittoria, uno a pareggio, zero a sconfitta.